# Station Paris Saint-Lazare
Station Paris-Saint-Lazare, lokaal vaak aangeduid als Gare Saint-Lazare, is een spoorwegstation in het centrum van Parijs. Net als de andere zes grote stations in Parijs (zie onderaan deze pagina) is het een kopstation. Gemeten naar het aantal passagiers dat van het station gebruikmaakt, is dit het tweede station van Parijs. Het ligt in het 8e arrondissement en wordt gebruikt door de SNCF.
Tijdens de spits maken 80.000 passagiers per uur gebruik van het station.

## Het gebouw
Het Gare Saint-Lazare heeft twee grote hallen: een centrale stationshal, waar onder andere de kaartjes worden verkocht, en een vertrekhal met de perrons.
De geschiedenis van het station Saint-Lazare begint in 1837 met de opening van de Spoorwegen van Parijs. Op dat moment bouwde men een voorlopig station in hout. In 1841 werd een tweede voorlopig station gerealiseerd door de architect Alfred Armand. Dit geel gepleisterde gebouw vormde de basis voor het uiteindelijk in 1853 voltooide station naar plannen van Eugène Flachat.
Het huidige gebouw (Juste Lisch, 1885-1889) omgeeft de oudere structuren en heeft een voorgevel in de 17e-eeuwse beaux-arts-stijl. De twee hallen zijn opgetrokken uit staal. Een toonbeeld van wat er indertijd mogelijk was – niet geheel toevallig werd enig tijd na oplevering de Wereldtentoonstelling geopend (1889). In 1936 is het gebouw nog een keer volledig gerestaureerd en werd het tot wat het nu nog is.
Tussen 2002 en 2012 onderging het gebouw een grondige renovatie. Het station kreeg een vernieuwde lay-out, een drie verdiepingen tellend winkelcentrum en oudere onderdelen van het gebouw werden opgeknapt. Op 21 maart 2012 werd het vernieuwde station geopend.

## Spoorlijnen

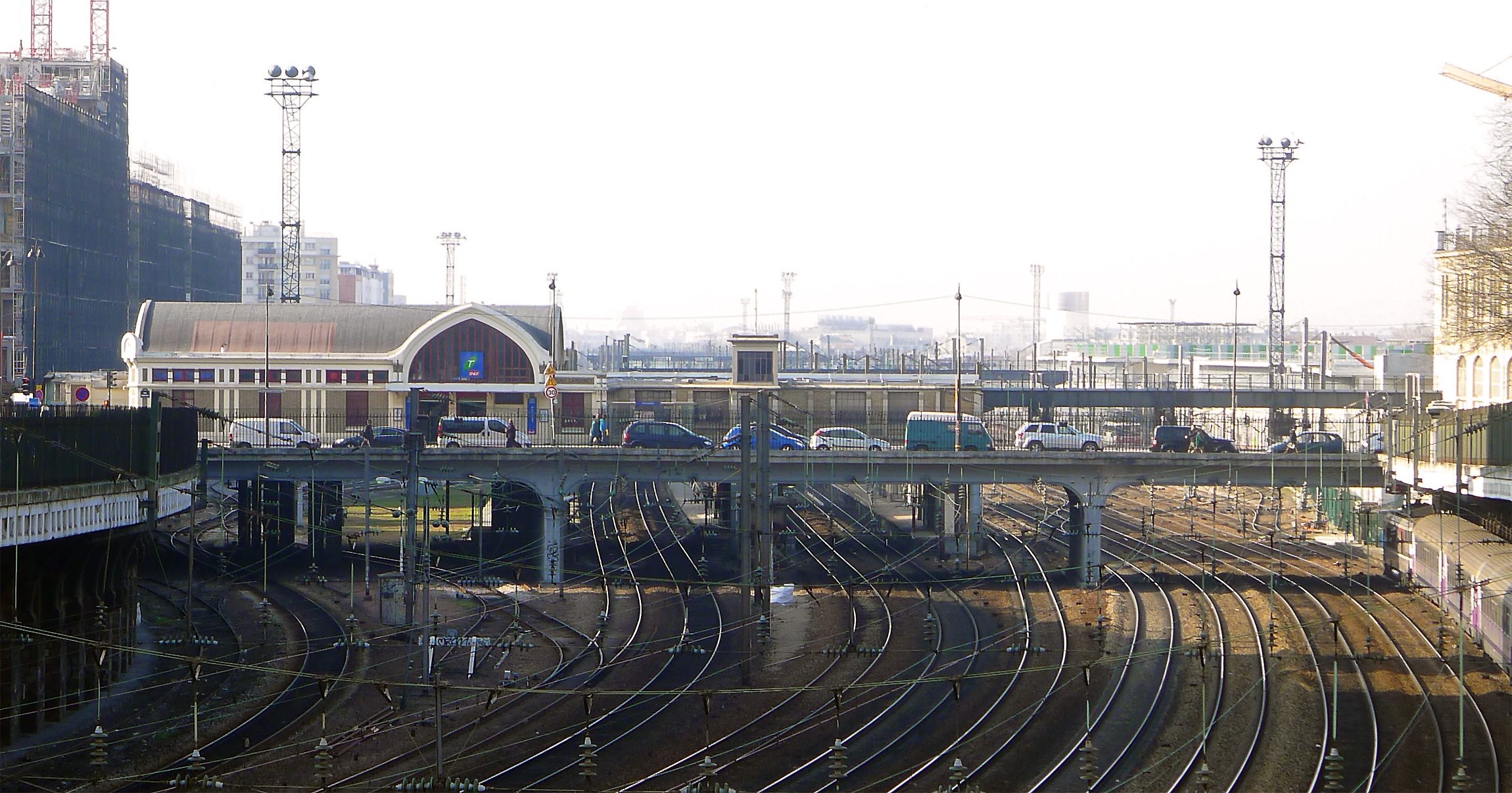
De verschillende groepen sporen zijn duidelijk zichtbaar.

Het station is het eindpunt van een vijftal spoorlijnen (voorheen zes), die buiten het station aftakken in verschillende andere lijnen. De lijnen vanaf station Saint-Lazare zijn hoofdzakelijk aangelegd voor forenzenverkeer. Het forenzenverkeer naar het station is altijd al druk geweest, en daarom is het spoorverkeer rond het station verdeeld in verschillende groepen, met elk eigen sporen naar het station en met eigen perrons op het station zelf. De enige uitzondering hierop zijn de groepen IV en VI, omdat deze twee groepen samen een viersporige lijn vormen tot diep in de buitenwijken worden een aantal voorstadstreinen van groep VI over de sporen van groep IV geleid door de buitenwijken, tot en met station Saint-Lazare.
De spoorlijnen, met de bijbehorende groepnummers, zijn:
- Groep I:Paris Saint-Lazare - Auteuil-Boulogne of Ligne d'Auteuil
- Groep II:Paris Saint-Lazare - Versailles-Rive-Droite
- Groep III:Paris Saint-Lazare - Saint-Germain-en-Laye
- Groep IV:Paris-Saint-Lazare - Ermont - Eaubonne
- Groep V:Paris Saint-Lazare - Le Havre, route via de linkeroever van de Seine
- Groep VI:Paris Saint-Lazare - Mantes-Station, route via de rechteroever van de Seine

De Ligne d'Auteuil is in 1922 vanwege capaciteitsproblemen op het station ingekort tot station Pont-Cardinet, de perrons van de groepen I, II en III zijn daarna herverdeeld over de groepen II en III.
De 27 perronsporen op het station zijn sinds 2012 op de volgende manier verdeeld over de huidige vijf groepen:
- 1-4 (groep II): Versailles-Rive-Droite, Saint-Nom-la-Bretèche
- 5-8 (groep III): Nanterre-Université, Maisons-Laffitte, Cergy-le-Haut, alleen in de spitsuren
- 9-12 (groepen IV en VI): Ermont - Eaubonne, Cormeilles-en-Parisis
- 13-17 (groep V): Mantes-la-Jolie, via de linkeroever van de Seine, Évreux-Normandie, Vernon - Giverny ;
- 18-27 (groep VI): langeafstandstreinen (Intercités en TER), Mantes-la-Jolie, via de rechteroever van de Seine, Pontoise, Gisors.

## Treindienst
| Serie   | Treinsoort        | Route | Bijzonderheden |
| ------- | ----------------- | --- | -------------- |
| K 1+    | TER (SNCF)        | Paris Saint-Lazare – Rouen-Rive-Droite – Yvetot – Bréauté-Beuzeville – Le Havre |                |
| K 2+    | TER (SNCF)        | Paris Saint-Lazare – Caen – Lison – Cherbourg |                |
| K 3+    | TER (SNCF)        | Paris Saint-Lazare – Évreux-Normandie – Lisieux – Trouville-Deauville |                |
| C 1     | TER (SNCF)        | Paris-Saint-Lazare – Vernon - Giverny – Rouen-Rive-Droite |                |
| Trans J | Transilien (SNCF) | Paris Saint-Lazare – [ Argenteuil – [ Ermont - Eaubonne ] / [ Cormeilles-en-Parisis – Conflans-Sainte-Honorine – [ Pontoise – Boissy-l'Aillerie – Gisors ] / [ Mantes-la-Jolie ] ] ] / [ Les Mureaux – Mantes-la-Jolie – Vernon - Giverny ] |                |
| Trans L | Transilien (SNCF) | Paris Saint-Lazare – Bécon-les-Bruyères – [ Nanterre-Université – Maisons-Laffitte – Cergy-le-Haut ] / [ [ La Défense – Saint-Cloud – [ Versailles-Rive-Droite ] / [ Marly-le-Roi – Saint-Nom-la-Bretèche - Forêt de Marly ] ]              |                |

### Transilien-voorstadstreinen
Het Gare Saint-Lazare wordt vooral gebruikt voor verbindingen naar de banlieues, de voorsteden van Parijs. Dagelijks rijden 1.400 voorstadstreinen van en naar het station. De treindiensten zijn verdeeld over twee Transilien-lijnen: lijn J omvat de voorstadsdiensten over de groepen IV, V en VI, welke voornamelijk met dubbeldeks-materieel uitgevoerd worden, lijn L omvat de voorstadsdiensten over de groepen II en III, welke voornamelijk met enkeldeks-materieel worden uitgevoerd.

#### Vorige en volgende stations
| Richting                                       | Vorig station                    | Lijn    |
| ---------------------------------------------- | -------------------------------- | ------- |
| Cergy-le-Haut                                  | Pont-Cardinet Clichy - Levallois | Trans L |
| Nanterre — Université Maisons-Laffitte         | Pont-Cardinet                    | Trans L |
| Saint-Nom-la-Bretèche - Forêt de Marly         | La Défense                       | Trans L |
| Versailles — Rive-Droite                       | La Défense                       | Trans L |
| Saint-Cloud                                    | Bécon-les-Bruyères               | Trans L |
| Ermont - Eaubonne                              | Asnières-sur-Seine               | Trans J |
| Gisors-Embranchement                           | Argenteuil                       | Trans J |
| Mantes-la-Jolie (via Conflans-Sainte-Honorine) | Argenteuil                       | Trans J |
| Mantes-la-Jolie (via Poissy)                   | Houilles-Carrières-sur-Seine     | Trans J |
| Vernon - Giverny (via Poissy)                  | Houilles-Carrières-sur-Seine     | Trans J |

### Langeafstandstreinen
Het station Saint-Lazare kent, in vergelijking met de andere Parijse kopstations, vrij weinig langeafstandsverkeer. De langeafstandstreinen bedienen de regio Normandië, met uitzondering van Le Tréport, dat bediend wordt vanaf Paris-Nord en Granville, dat bediend wordt vanaf Paris-Montparnasse. De meeste langeafstandstreinen hebben de merknaam Intercités Normandie, maar alle treinen worden gereden door TER Haute-Normandie.
Belangrijke stations die vanuit station Saint-Lazare bereikt kunnen worden zijn onder andere: Caen, Cherbourg, Dieppe, Le Havre, Rouen-Rive-Droite en Saint-Lô.

### Aansluitingen
Onder het plein voor het station, de Cour de Rome, ligt het metrostation Saint-Lazare. Ook zijn, per tunnel, de stations Haussmann Saint-Lazare (RER E), Auber (RER A) en de metrostations Havre - Caumartin, Opéra en Saint-Augustin met het station verbonden.

## Bedieningsgebied

Bedieningsgebieden van de Parijse kopstations
----

## Foto's

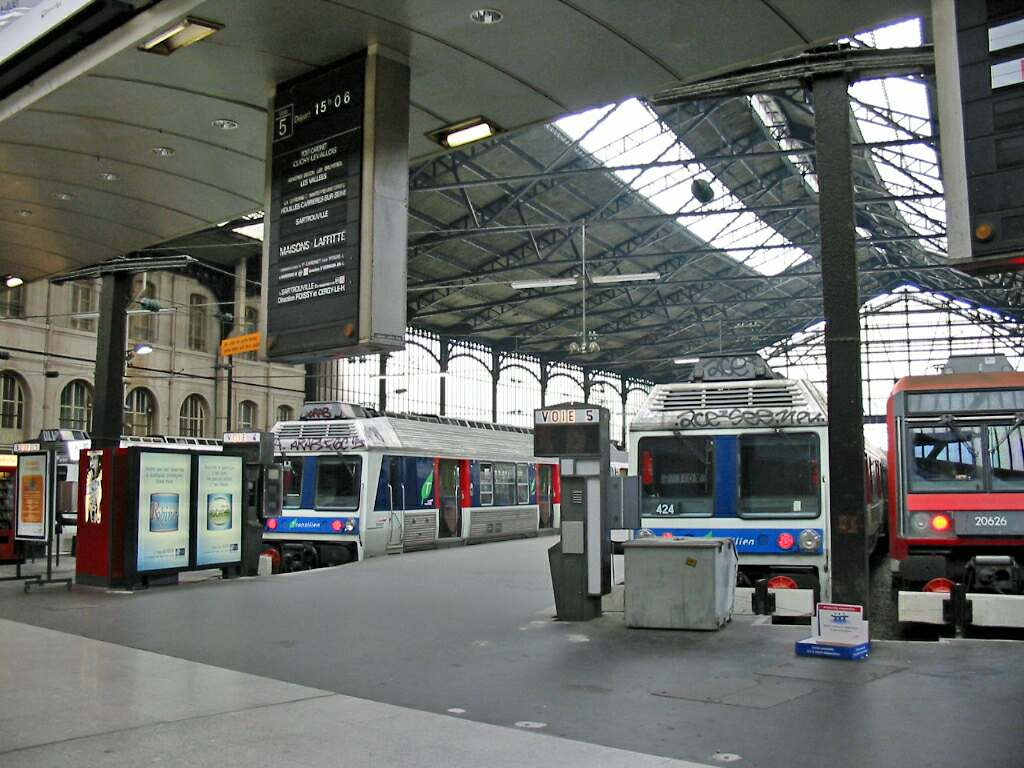
De regionale treinen
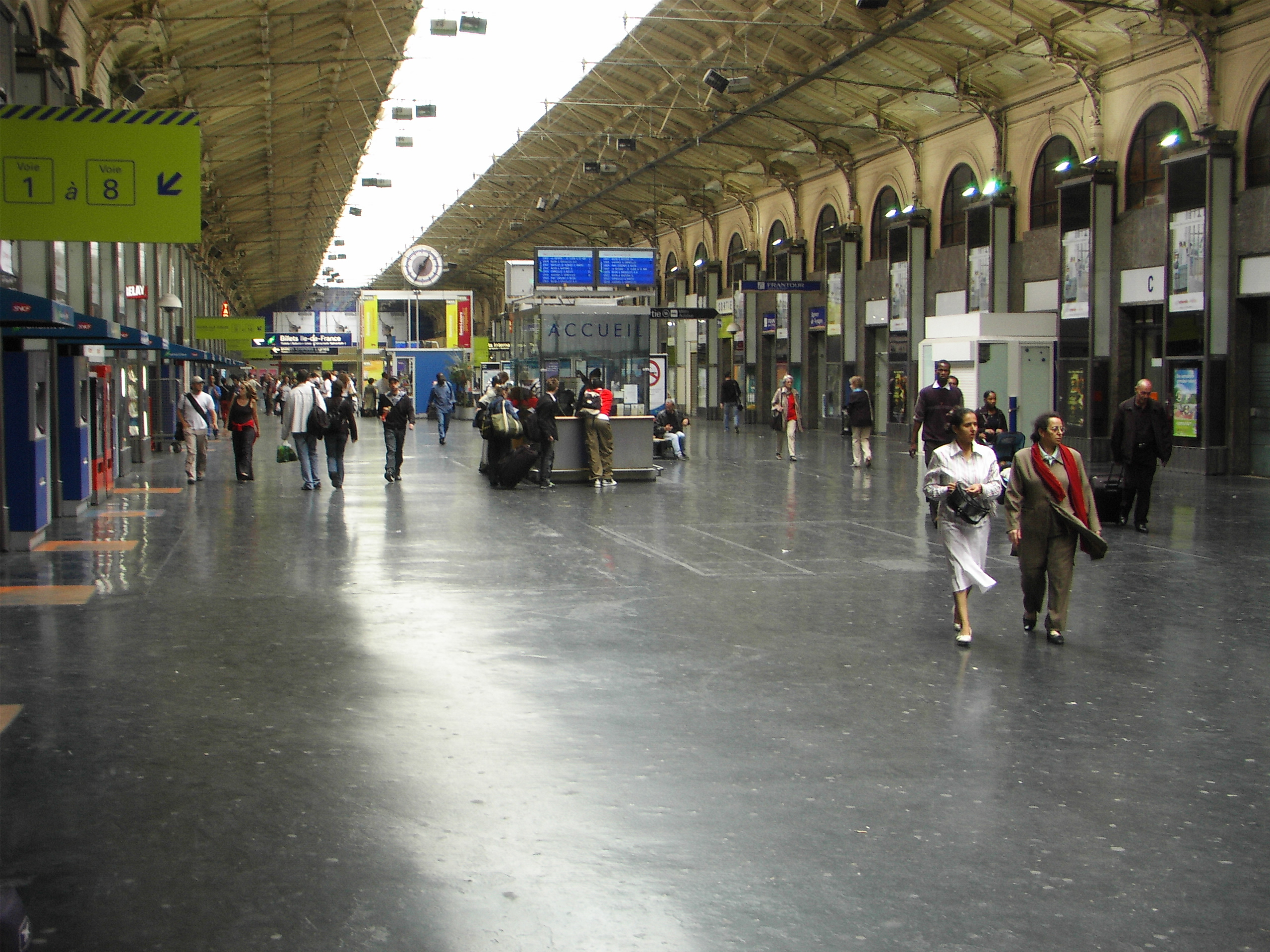
De stationshal
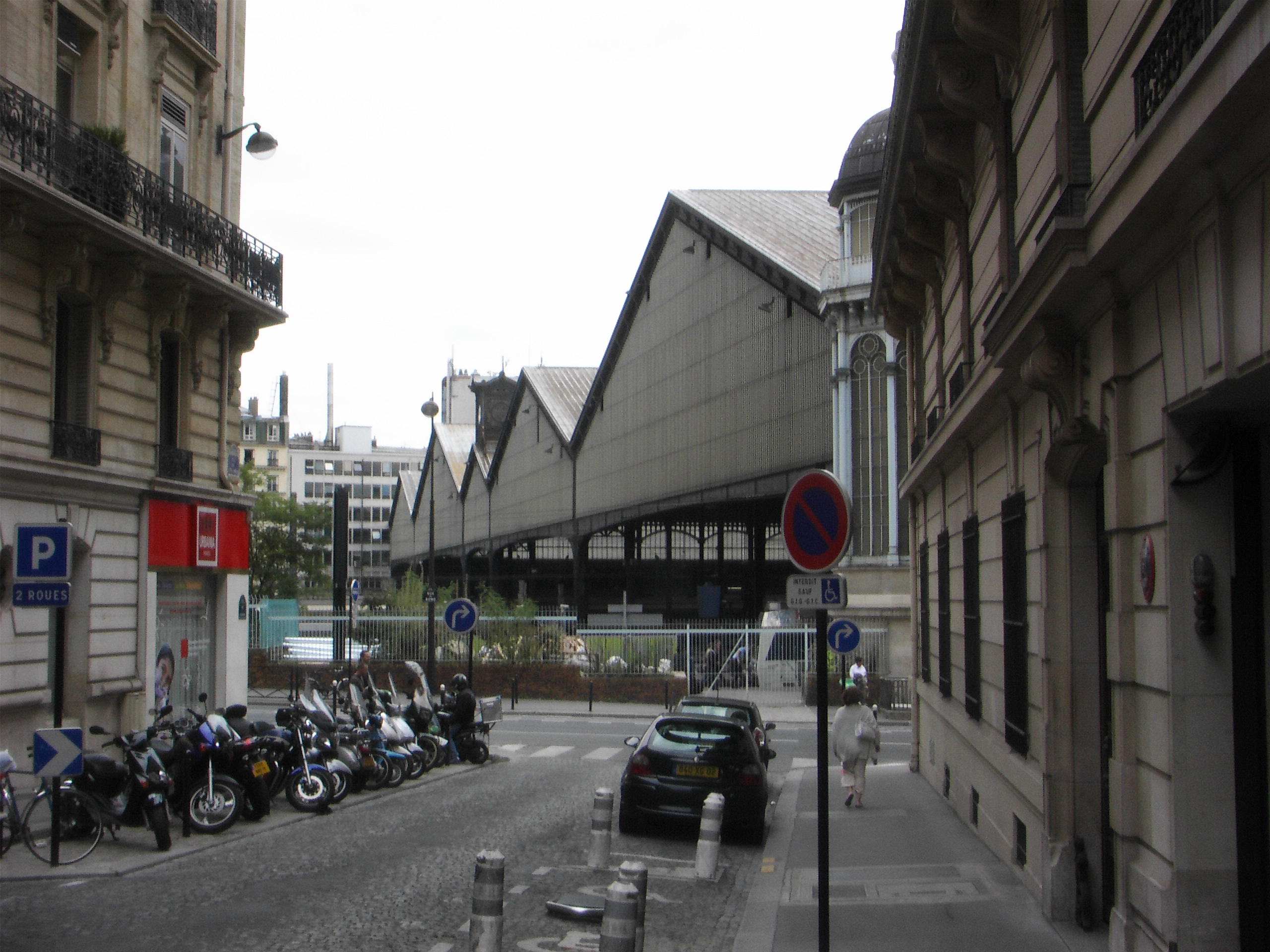
Het dak van de vertrekhal
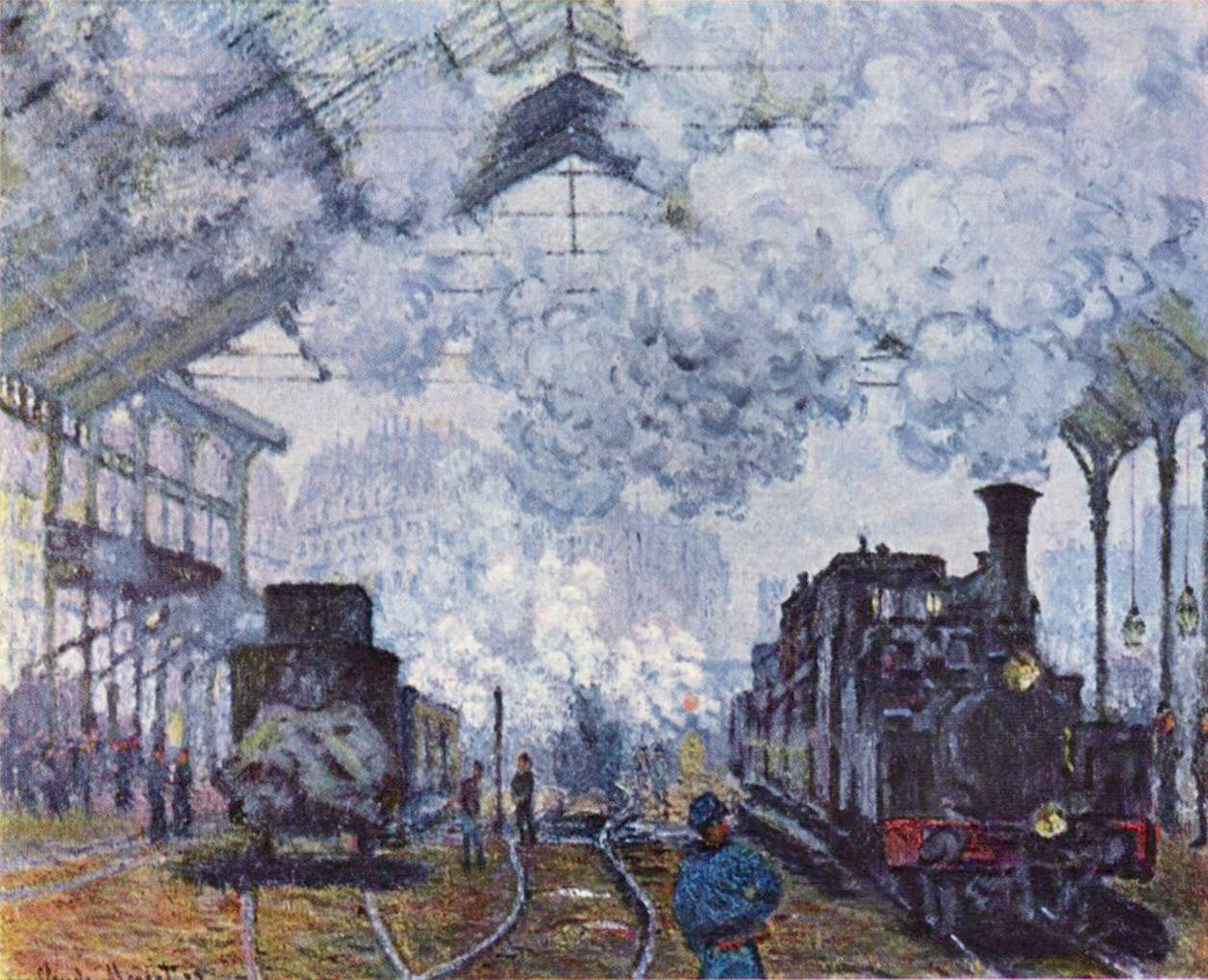
Gare Saint-Lazare door Claude Monet

Paris Saint-Lazare ·
Pont-Cardinet ·
Clichy - Levallois ·
Asnières-sur-Seine ·
Bécon-les-Bruyères ·
La Garenne-Colombes ·
La Folie ·
Nanterre-Université ·
Houilles - Carrières-sur-Seine ·
Sartrouville ·
Maisons-Laffitte ·
Achères - Grand Cormier ·
Poissy-Quai-Talbot ·
Poissy ·
Villennes-sur-Seine ·
Médan ·
Vernouillet - Verneuil ·
Les Clairières de Verneuil ·
Les Mureaux ·
Aubergenville-Élisabethville ·
Épône - Mézières ·
Mantes-Station ·
Mantes-la-Jolie ·
Rosny-sur-Seine ·
Bonnières ·
Port-Villez ·
Vernon - Giverny ·
Le Goulet ·
Gaillon-Aubevoye ·
Venables ·
Saint-Pierre-du-Vauvray ·
Val-de-Reuil ·
Léry-Poses ·
Pont-de-l'Arche ·
Tourville ·
Oissel ·
Saint-Étienne-du-Rouvray ·
Sotteville ·
Rouen-Rive-Droite ·
Maromme ·
Malaunay-Le Houlme ·
Barentin ·
Pavilly ·
Motteville ·
Yvetot ·
Aloueville-Bellefosse ·
Foucart-Alvimare ·
Bolbec-Nointot ·
Bréauté-Beuzeville ·
Virville-Manneville ·
Étainhus-Saint-Romain ·
Saint-Laurent-Gainneville ·
Harfleur ·
Le Havre-Graville ·
Le Havre
Gare d'Austerlitz · Gare de la Bastille (gesloopt) · Gare de Bercy · Gare de l'Est · Gare de Lyon · Gare Montparnasse · Gare du Nord · Gare d'Orsay (hergebruikt als museum) · Gare Saint-Lazare · Lijst van RER-stations
- Bibliothèque nationale de France: cb11964314k (data)
- Gemeinsame Normdatei: 4540665-0
- Nationale Bibliotheek van Tsjechië: kn20020322048
- Nationale Bibliotheek van Israël: 987007597615505171
- Virtual International Authority File: 143546925
- WorldCat: E39PBJwd9YgRtxJgwJbbtkFxjC